# Hapalopus aldanus
Hapalopus aldanus är en spindelart som beskrevs av West 2000. Hapalopus aldanus ingår i släktet Hapalopus och familjen fågelspindlar. Inga underarter finns listade i Catalogue of Life.